# 2011年三重県知事選挙
2011年三重県知事選挙（2011ねんみえけんちじせんきょ）は、2011年（平成23年）4月10日に執行された三重県知事を選出するための選挙。第17回統一地方選挙の日程で行われた。

## 概要
現職の野呂昭彦の任期満了に伴う知事選挙。現職の野呂は前年8月に息子が覚醒剤取締法違反の罪で起訴された経緯があり、その責任をとるような形で3選不出馬を表明。2期8年の任期を終えた。
この選挙では、無所属で元経産省課長補佐の鈴木英敬と同じく無所属で津市長の松田直久、それに共産党推薦で津市議会議員を4期務めた岡野恵美の3名が立候補した。
各党の対応は、共産党が党推薦候補として岡野を擁立。政権与党の民主党は出馬要請も行った松田を推薦。野党の自民党は推薦願を受けた鈴木を推し、知事選では16年ぶりに与野党の第1党が激突する構図となった。
この他、鈴木はみんなの党の推薦と、公明党県本部の支持を取り付けた。社民党は自主投票とした。また、連合三重は松田を推薦した。

## 選挙データ

### 告示日
- 2011年（平成23年）3月24日[8]

### 執行日
- 2011年（平成23年）4月10日[8]
- 当日の投票時間帯:午前7時 ~ 午後8時
- 期日前投票:3月25日 ~ 4月9日

### キャッチコピー
一票に　思いをのせて　投票へ

### 同日選挙
- 三重県議会議員選挙（4月1日 告示）[10]

## 立候補者
3月24日の立候補届出締め切りまで立候補を届け出たのは以下の3名である。立候補届け出順。
| 候補者名（読み）             | 年齢 | 党派                                                  | 肩書き                 |
| ---------------------------- | ---- | ----------------------------------------------------- | ---------------------- |
| 松田直久 （まつだ なおひさ） | 56   | 無所属 （民主党 推薦）                                | 元津市長               |
| 岡野恵美 （おかの えみ）     | 58   | 無所属 （共産党 推薦）                                | 共産党県委員           |
| 鈴木英敬 （すずき えいけい） | 36   | 無所属 （自民党、みんなの党 推薦・公明党県本部 支持） | 無職、元経産省課長補佐 |

### 選挙のタイムライン
- 2010年11月25日 - 現職の野呂が県議会で知事選への不出馬を表明。[1]
- 2011年2月3日 - 鈴木が津市内で会見を開き、知事選への出馬と自民党離党を表明。自民党以外の支援を受けやすくするためだと思われる。同日、みんなの党に推薦願を出し、同党からの推薦が内定した。[6][12]
- 2011年2月7日 - 自民党は鈴木の推薦を決定。[4]
- 2011年2月16日 - 民主党県連は松田に対し知事選出馬を要請。この時松田は、「市長職に専念したい」と出馬を固辞していた。[13]
- 2011年2月23日 - 松田が正式に出馬を表明。同28日付で津市長を辞職。[14]
- 2011年2月28日 - 岡野が津市内で会見を開き、共産党推薦で出馬することを表明。[2]
- 2011年3月22日 - 民主党は松田の推薦を正式決定。[3]
- 2011年3月24日 - 告示。新人3人による争いに。
- 2011年4月10日 - 投開票。

## 選挙結果

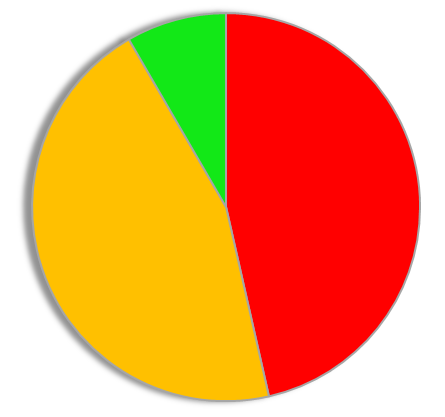
各候補の得票率（得票数の多かった順）

投票率は55.69%で、前回2007年の54.35%をやや上回る投票率であった（前回比 +1.34%）当日の有権者数は149万926人、投票者数は83万349人であった。
候補者別の得票数の順位、得票数、得票率、惜敗率、供託金没収概況は以下のようになった。供託金欄のうち「没収」とある候補者は、有効投票総数の10%を下回ったため全額没収された。惜敗率は未発表のため暫定計算とした（小数3位以下四捨五入）。
|        | 順位   | 候補者名  | 党派   | 新旧   | 得票数  | 得票率 | 惜敗率 | 供託金 |
| ------ | ------ | --------- | ------ | ------ | ------- | ------ | ------ | ------ |
| 当選   | 1      | ■鈴木英敬 | 無所属 | 現     | 379,472 | 46.46% | ----   |        |
|        | 2      | ■松田直久 | 無所属 | 新     | 369,105 | 45.19% | 97.27% |        |
|        | 3      | ■岡野恵美 | 無所属 | 新     | 68,253  | 8.36%  | 17.99% | 没収   |
| 無効票 | 無効票 | 無効票    | 無効票 | 無効票 | 13,517  |        |        |        |

自民党とみんなの党が推薦する鈴木が、民主党が推薦する松田を激戦の末に振り切り、16年ぶりの構図となった与野党第1党の対決を制した。鈴木は、行財政改革や県政刷新を公約に掲げ、36歳という若さをアピール。選挙中には、推薦を受けた自民の安倍晋三元首相や石原伸晃幹事長、みんなの党の渡辺喜美代表などが駆けつけ現政権の東日本大震災・福島第一原子力発電所事故の対応などにおける批判展開。自民やみんな、支援を行った公明などの票を確実にまとめ上げ、初当選を果たした。三重県知事選挙で自民の推す候補が当選したのは与野党相乗り以外では戦後初となった。更に鈴木は、現職知事では大阪府の橋下徹の41歳（選挙当時）を抜き全国最年少の知事となった。
一方、民主党が推薦した松田は、三重県議会議員や県都・津市長を計12年務めた経験と実績を強調。地元選出の岡田克也幹事長なども応援に駆け付けたが、震災・福島原発事故対応での現政権への批判の影響や民主退潮の逆風を受け、衆議院の5小選挙区のうち民主党系議員が4人を占める『民主王国』・三重県で敗れる結果となった。
共産党推薦で元津市議の岡野は、松田・鈴木の激戦に加われず、及ばなかった。